# 长尾鼩鼹
长尾鼩鼹（学名：Scaptonyx fusicaudatus）为鼹科长尾鼩鼹属的动物。在中国大陆，分布于陕西、青海、云南、四川等地，多生活于山地森林以及林缘草灌丛。该物种的模式产地在四川和青海的交界处。

## 亚种
- 长尾鼩鼹云南亚种（学名：Scaptonyx fusicaudatus affinis），Thomas于1912年命名。在中国大陆，分布于陕西、云南等地。该物种的模式产地在云南西北部德钦附近。[2]
- 长尾鼩鼹指名亚种（学名：Scaptonyx fusicaudatus fusicaudatus），Milne-Edwards于1872年命名。在中国大陆，分布于青海、四川等地。该物种的模式产地在四川和青海的交界处。[3]